# انجلسی (دلاویر)
انجلسی (به انگلیسی: Anglesey) یک منطقهٔ مسکونی در ایالات متحده آمریکا است که در دلاور واقع شده است. انجلسی ۵۲٫۱۲ متر بالاتر از سطح دریا واقع شده است.